# Cot Beuekhieng
Cot Beuekhieng är ett berg i Indonesien.   Det ligger i provinsen Aceh, i den västra delen av landet, 1 800 km nordväst om huvudstaden Jakarta. Toppen på Cot Beuekhieng är 298 meter över havet.
Terrängen runt Cot Beuekhieng är kuperad åt nordost, men åt sydväst är den platt. En vik av havet är nära Cot Beuekhieng åt nordost. Runt Cot Beuekhieng är det ganska glesbefolkat, med 22 invånare per kvadratkilometer. Närmaste större samhälle är Banda Aceh, 14,7 km väster om Cot Beuekhieng. Omgivningarna runt Cot Beuekhieng är en mosaik av jordbruksmark och naturlig växtlighet.